# Djupadalen
Djupadalen är ett naturreservat i Norrköpings kommun i Östergötlands län.
Området är naturskyddat sedan 2017 och är 21 hektar stort. Reservatet omfattar en dal med bäckar. De består av granskog och sumpskog.